# فضل‌الله جاویدنیا
فضل‌الله جاویدنیا (زاده ۱ شهریور ۱۳۲۹ در اصفهان) سرتیپ خلبان اف- ۱۴ تام‌کت نیروی هوایی ارتش جمهوری اسلامی ایران بود که در تمام دوران جنگ ایران و عراق حضور داشت.
کتاب نبرد در آسمان دربارهٔ تجربیات جنگی وی از منابع تاریخ شفاهی دربارهٔ نبردهای هوایی جنگ ایران و عراق محسوب می‌شود. او در سال ۱۳۸۱ پس از ۳۱ سال خدمت به عنوان خلبان، معلم خلبان و معاونت هماهنگ‌کننده نیروی هوایی پس از دریافت مدال فتح از خدمت بازنشسته شد.
جاویدنیا دارای شکار ۲ میراژ اف-۱ در یک ماه، شکار یک میگ-۲۳ و شکار یک فروند هواپیمای عراقی ناشناس (به احتمال زیاد میگ-۲۱) می‌باشد. تمام شکارهای وی به وسیله تامکت و موشک دوربرد فینیکس ایم ۵۴ انجام شده‌است.

## تقدیر عباس بابایی فرمانده وقت پایگاه هشتم شکاری
سرهنگ دوم خلبان عباس بابایی فرمانده وقت پایگاه هشتم شکاری اصفهان در مورخ ۱۳۶۱/۱/۲۳ طی نامه‌ای رسمی خواستار ارشدیت و تشویقی برای وی و خلبان کابین عقب (RIO) وی ستوان‌یکم خلبان غلامرضا خورشیدی به دلیل شکار ۲ فروند داسو میراژ اف۱ در کمتر از یک ماه شده‌است.

## گواهینامه معلم خلبانی
فضل‌الله جاویدنیا در سال ۱۳۶۴ با درجه سرگردی موفق به اخذ گواهینامه معلم خلبان در زمینه کابین جلو تامکت گردید. وی بیش از ۱۰۰ خلبان کابین جلو جنگنده اف ۱۴تامکت را آموزش داده‌است.

## دریافت نشان درجه دو فتح
وی در سال ۱۳۶۹ پس از جنگ هشت ساله ایران و عراق موفق به کسب نشان درجه دو فتح (نقره) از رهبر ایران شد .